# Annaphila baueri
Annaphila baueri là một loài bướm đêm trong họ Noctuidae.